# Копцевич Семен Лаврентійович
Копцевич Семен Лаврентійович (*початок 1720-х рр., Переяслав — †1759) — український державний діяч доби Гетьманщини. Сотник Першо-Переяславський Переяславського полку. Друг українського філософа Григорія Сковороди. Випускник Києво-Могилянської академії.

## Біографія
Походив з міщанської родини. Батько Лаврентій Хомович Копцевич послідовно обіймав у магістраті Переяслава посади бурмистра (1709–1714) і війта (1714-1731). Близько 1724–1726 збудував у Переяславі Петропавлівську церкву.
Семен був учнем Києво-Могилянської академії: 1734–1737 навчався в граматичному класі КМА разом із Григорієм Сковородою, з 1737 мав вчитися в класі піїтики, але в списку учнів відсутній. Імовірно, кинув навчання, бо 1737 служив військовим канцеляристом у Генеральній військовій канцелярії. Став військовим товаришем «за отправление при Генеральной канцелярии служби» (1742.31.01. - 1752).
1751 брав участь у роботі Рахункової комісії Переяславського полку. 28 липня 1752 універсалом Кирила Розумовського призначений сотником 1-ї Переяславської сотні, і на цьому уряді був ще 1757.
З 1753 до зими 1755 у Копцевича, давнього друга по КМА, жив Григорій Сковорода.
1742 разом з матір'ю мав у Переяславському полку 21 двір, володів селом Гречаники у Трахтемирівській сотні та хутором у Яготинській сотні того самого полку.
Володів хутором Гречанівкою (Коптевичівка?) в Яготинській сотні під с. Богданівкою. Мав у Переяславі житловий двір при солодовні, ще один власний двір та 6 підсусідків тяглих і 18 піших, у с. Пристроми і двір убогих підсусідків посполитих (5 піших). Мав приїжджий двір у д. Гайшині. У 2-й полковій сотні в с. Комарівка його власний приїжджий двір, 2 підсусідки тяглих і 2 піших, у с. Стовпяги Терехтемирівської сотні і тяглий підсусідок, в с. Козинці приїжджий двір та і піший підсусідок. Мав у Яготинській сотні в с.Полежаях двір приїжджий, і пішого підсусідка, в с. Дениси 2 тяглих і 2 піших, при його хуторі приїжджий двір (1750).
Дружина: Тетяна Яківна Пилипенко (? - 1734 - 1767 - ?), володіла шинком в Переяславі і двором у с. Дем’янцях.
Син: Михайло Семенович Ко(а)пцевич (1749 - † після 1800)
Дочка: Софія Семенівна Капцевич (Костянтинович, Гулак) (нар. близ. 1752 - ?)